# La Berthenoux

La Berthenoux este o comună în departamentul Indre, Franța. În 1 ianuarie 2022 avea o populație de 361 de locuitori.